# Costante di de Bruijn-Newman
La costante di de Bruijn-Newman, indicata con Λ, è una costante matematica definita mediante gli zeri di una certa funzione H(λ, z), dove λ è un parametro reale e z è una variabile complessa. H ha solo zeri reali se e solo se λ ≥ Λ. La costante è intimamente connessa con l'ipotesi di Riemann sugli zeri della funzione zeta di Riemann. In breve, l'ipotesi di Riemann è equivalente alla congettura che Λ ≤ 0. 
De Bruijn nel 1950 ha mostrato che Λ ≤ 1/2, secondo il lavoro di Newman, che per primo stimò che dovesse valere Λ ≥ 0. Numerosi calcoli su Λ sono stati fatti sin dal 1988 e proseguono ancora come si può vedere dalla tabella:
| Anno | Estremo inferiore per Λ |
| ---- | ----------------------- |
| 1988 | −50                     |
| 1991 | −5                      |
| 1992 | −0,385                  |
| 1991 | −0,0991                 |
| 1994 | −4,379×10−6             |
| 1993 | −5,895×10−9             |
| 2000 | −2,63×10−9              |
| 2011 | −1,14541×10−11          |
| 2018 | 0                       |

L'ultima stima, dimostrata da Brad Rogers e Terence Tao, è un risultato con un'implicazione importante circa la precisione dell'ipotesi di Riemann: essa è vera se e soltanto se la costante è esattamente uguale a 0.
L'estremo superiore di De Bruijn fu migliorato quando nel 2008 la disuguaglianza fu dimostrata stretta; ad oggi la stima migliore scoperta da Platt e Trudgian ad aprile 2020 è Λ ≤ 0.2.